# Fritz Linde (Heimatdichter)

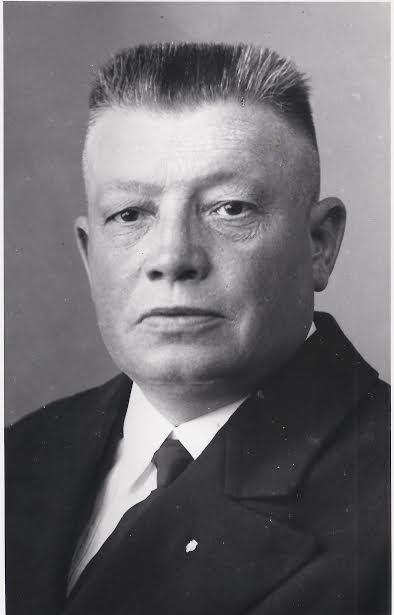
Fritz Linde

Fritz Linde (* 26. Juli 1882 in Kierspe; † 19. Dezember 1935 ebenda) war ein deutscher Heimatdichter, der in der Mundart des märkischen Sauerlands gedichtet hat.

## Leben

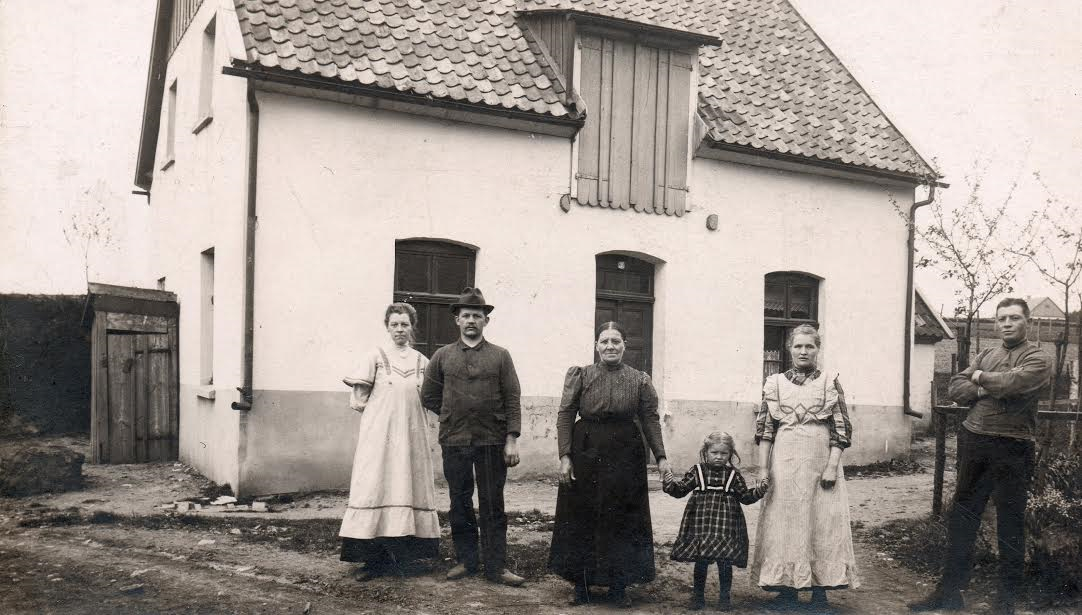
Fritz Linde (rechts) mit Familie Anfang 20. Jahrhundert

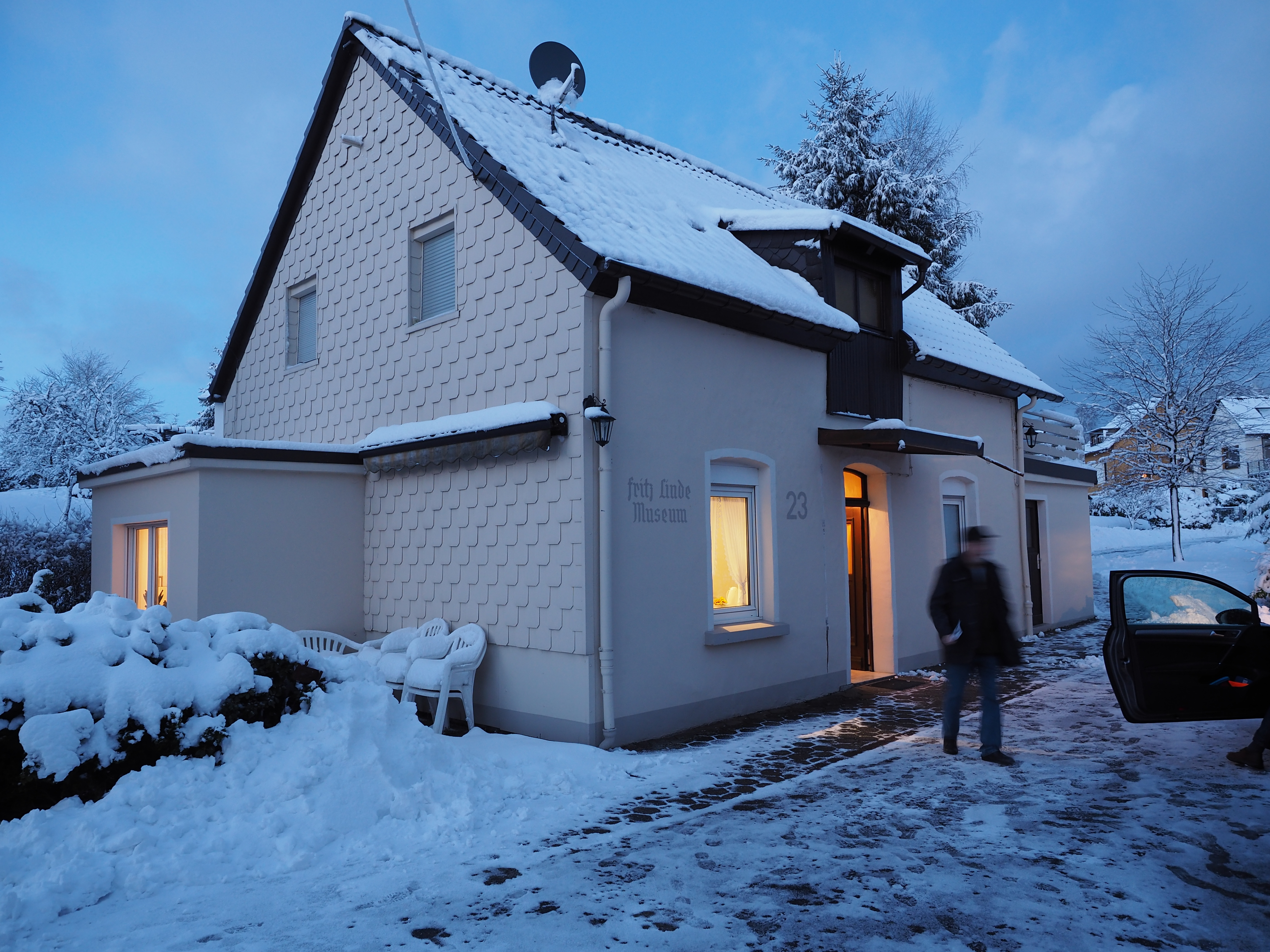
Fritz-Linde-Museum

Linde wurde als Sohn eines Schmiedemeisters in Sankel im Volmetal in der Gemeinde Kierspe geboren und machte eine Ausbildung zum Draufschläger. Nach seiner Hochzeit bezog er das Haus seiner Frau, das heutige Fritz-Linde-Museum in Kierspe, und verdiente seinen Lebensunterhalt als Metallarbeiter (zuletzt Automateneinrichter) in der Firma Dr. Deisting und mit der landwirtschaftlichen Arbeit auf dem Kotten in Höferhof. Der Firmeninhaber Deisting förderte seine schriftstellerische Tätigkeit, indem er ihm erlaubte, auch während der Arbeitszeit jederzeit seine literarischen Eingebungen aufzuschreiben. Seine im Sekretariat der Firma arbeitende Tochter durfte die Notizen mit der Schreibmaschine abends ins Reine bringen.
Linde starb im Alter von 53 Jahren in Höferhof bei Kierspe an den Folgen einer Lungenentzündung. In Kierspe erinnern der Fritz-Linde-Stein und die Fritz-Linde-Straße an den Heimatdichter. Seit dem 26. Juli 2012 besteht das Fritz-Linde-Museum am Höferhof 23, in dem viele Bilder, seine Werke und seine Manuskripte ausgestellt sind.
 Et well nix anders at Kleintüg sien,

 At Kleintüg, tesamen 'ebungen.

 Im Suerlanne, im Heimet mien,

 Do hef ieck dat Kleintüg 'esungen.
Eingangsgedicht zu Plattdütsch Kleintüg (Anfang)

## Werke
- Fritz Linde: In diar Lechterstunne. Gesammeltes und Erdichtetes aus dem märkischen Sauerlande in plattdeutscher Mundart. Ruhfus, Dortmund 1924.
- Fritz Linde: Dürch Hien un Strüke. Gedichte und Geschichten. Ernstes und Heiteres in plattdeutscher Mundart. Linde, Höferhof bei Kierspe 1928.
- Fritz Linde: Plattdütsch Kleintüg. Düöne un Vertellkes, Gedichte un Geschichten. Linde, Höferhof bei Kierspe 1933.
- Fritz Linde: Hiarkelmai. Leben und Werk des Heimatdichters Fritz Linde. Hg. vom Westf. Heimatbund. Groll, Meinerzhagen 1937.